# Kerala Blasters Football Club 2023-2024
Questa voce raccoglie le informazioni riguardanti il Kerala Blasters nelle competizioni ufficiali della stagione 2023-2024.

## Maglie e sponsor
| Casa | Trasferta | Terza |

## Organico

### Rosa
| N. |                       | Ruolo | Calciatore            |
| -- | --------------------- | ----- | --------------------- |
| 1  | India (bandiera)      | P     | Karanjit Singh        |
| 3  | India (bandiera)      | D     | Sandeep Singh         |
| 4  | India (bandiera)      | D     | Hormipam R            |
| 5  | India (bandiera)      | C     | Jeakson Singh         |
| 6  | India (bandiera)      | C     | Freddy Lallawmawma    |
| 7  | India (bandiera)      | A     | Rahul Kannoly Praveen |
| 8  | India (bandiera)      | C     | Vibin Mohanan         |
| 9  | Grecia (bandiera)     | A     | Dīmītrīs Diamantakos  |
| 10 | Uruguay (bandiera)    | C     | Adrián Luna           |
| 13 | India (bandiera)      | C     | Danish Farooq Bhat    |
| 15 | Montenegro (bandiera) | D     | Miloš Drinčić         |
| 17 | India (bandiera)      | C     | Saurav Mandal         |
| 19 | India (bandiera)      | C     | Mohammed Aimen        |
| 20 | India (bandiera)      | D     | Pritam Kotal          |
| 21 | Giappone (bandiera)   | A     | Daisuke Sakai         |

| N. |                     | Ruolo | Calciatore             |
| -- | ------------------- | ----- | ---------------------- |
| 22 | India (bandiera)    | C     | Sukham Yoihenba Meitei |
| 23 | India (bandiera)    | P     | Lara Sharma            |
| 24 | Nigeria (bandiera)  | A     | Emmanuel Justine       |
| 26 | India (bandiera)    | A     | Ishan Pandita          |
| 27 | India (bandiera)    | D     | Aibanbha Dohling       |
| 30 | India (bandiera)    | A     | Bidyashagar Singh      |
| 31 | India (bandiera)    | P     | Sachin Suresh          |
| 32 | India (bandiera)    | A     | Mohammed Azhar         |
| 33 | India (bandiera)    | D     | Prabir Das             |
| 50 | India (bandiera)    | D     | Naocha Singh           |
| 55 | Croazia (bandiera)  | D     | Marko Lešković         |
| 77 | India (bandiera)    | C     | Nihal Sudeesh          |
| 81 | India (bandiera)    | C     | Bryce Miranda          |
| 91 | Lituania (bandiera) | A     | Fedor Černych          |
| 99 | India (bandiera)    | P     | Mohammed Arbaz         |

### Altri giocatori
| N. |                  | Ruolo | Calciatore   |
| -- | ---------------- | ----- | ------------ |
| 14 | Ghana (bandiera) | A     | Kwame Peprah |

| N. |                      | Ruolo | Calciatore      |
| -- | -------------------- | ----- | --------------- |
|    | Australia (bandiera) | A     | Jaushua Sotirio |

### Staff tecnico
- Ivan Vukomanović - Allenatore
- Frank Dauwen - Vice allenatore
- T. G. Purushothaman - Vice allenatore
- Slaven Progovečki - Allenatore portieri

## Calciomercato
| Acquisti | Acquisti               | Acquisti            | Acquisti      |
| R.       | Nome                   | da                  | Modalità      |
| -------- | ---------------------- | ------------------- | ------------- |
| P        | Karanjit Singh         |                     |               |
| P        | Sachin Suresh          |                     |               |
| P        | Lara Sharma            | Bengaluru           | Prestito      |
| P        | Mohammed Arbaz         | Sreenidi Deccan U21 | Definitivo    |
| D        | Denechandra Meitei     | Odisha              | Fine prestito |
| D        | Prabir Das             | Bengaluru           | Definitivo    |
| D        | Hormipam R             |                     |               |
| D        | Marko Lešković         |                     |               |
| D        | Sandeep Singh          |                     |               |
| D        | Pritam Kotal           | Mohun Bagan SG      | Definitivo    |
| D        | Naocha Singh           | Mumbai City         | Prestito      |
| D        | Miloš Drinčić          | Šachcër Salihorsk   | Definitivo    |
| D        | Aibanbha Dohling       | FC Goa              | Definitivo    |
| C        | Danish Farooq Bhat     |                     |               |
| C        | Mohammed Aimen         | Kerala Blasters B   | Definitivo    |
| C        | Nihal Sudeesh          |                     |               |
| C        | Jeakson Singh          |                     |               |
| C        | Adrián Luna            |                     |               |
| C        | Givson Singh           | Chennaiyin          | Fine prestito |
| C        | Bryce Miranda          |                     |               |
| C        | Saurav Mandal          |                     |               |
| C        | Vibin Mohanan          |                     |               |
| C        | Korou Singh            | Sudeva Delhi        | Definitivo    |
| C        | Freddy Lallawmawma     | Punjab FC           | Definitivo    |
| C        | Sukham Yoihenba Meitei | Kerala Blasters B   | Prestito      |
| A        | Rahul Kannoly Praveen  |                     |               |
| A        | Mohammed Azhar         | Kerala Blasters B   | Definitivo    |
| A        | Dīmītrīs Diamantakos   |                     |               |
| A        | Jaushua Sotirio        | Newcastle Jets      | Definitivo    |
| A        | Sagolsem Bikash Singh  | TRAU                | Definitivo    |
| A        | Emmanuel Justine       |                     | Svincolato    |
| A        | Ishan Pandita          |                     | Svincolato    |
| A        | Kwame Peprah           | Orlando Pirates     | Definitivo    |
| A        | Daisuke Sakai          | Customs United      | Definitivo    |
| A        | Bidyashagar Singh      | Bengaluru           | Definitivo    |

| Cessioni | Cessioni               | Cessioni                    | Cessioni      |
| R.       | Nome                   | a                           | Modalità      |
| -------- | ---------------------- | --------------------------- | ------------- |
| P        | Muheet Shabir          |                             | Svincolato    |
| P        | Prabhsukhan Singh Gill | East Bengal                 | Definitivo    |
| D        | Víctor Mongil          |                             | Svincolato    |
| D        | Jessel Carneiro        |                             | Svincolato    |
| D        | Nishu Kumar            | East Bengal                 | Prestito      |
| D        | Denechandra Meitei     |                             | Svincolato    |
| D        | Bijoy V                | Template:Calcio Inter kashi | Prestito      |
| C        | Ivan Kaljužnyj         | Oleksandrija                | Fine prestito |
| C        | Harmanjot Khabra       |                             | Svincolato    |
| C        | Sahal Abdul Samad      | Mohun Bagan SG              | Definitivo    |
| C        | Ayush Adhikari         |                             | Svincolato    |
| C        | Givson Singh           | Odisha                      | Prestito      |
| C        | Korou Singh            | Kerala Blasters B           | Definitivo    |
| A        | Apostolos Giannou      |                             | Svincolato    |
| A        | Sreekuttan VS          | Gokulam Kerala              | Definitivo    |
| A        | Emmanuel Justine       | Gokulam Kerala              | Prestito      |
| A        | Sagolsem Bikash Singh  | Mohammedan                  | Prestito      |

### Mercato invernale
| Acquisti | Acquisti         | Acquisti       | Acquisti      |
| R.       | Nome             | da             | Modalità      |
| -------- | ---------------- | -------------- | ------------- |
| A        | Fedor Černych    |                | Svincolato    |
| A        | Emmanuel Justine | Gokulam Kerala | Fine prestito |

| Cessioni | Cessioni          | Cessioni  | Cessioni   |
| R.       | Nome              | a         | Modalità   |
| -------- | ----------------- | --------- | ---------- |
| C        | Bryce Miranda     | Punjab FC | Prestito   |
| A        | Bidyashagar Singh | Punjab FC | Definitivo |

## Risultati

### Indian Super League
| Arbitro: | Rahul Gupta |

|                                            |           |                 |
| Keziah Veendorp 52’ (A.g.) Adrián Luna 68’ | Marcatori | 90’ Curtis Main |

| Arbitro: | Venkatesh R. |

|                 |           |  |
| Adrián Luna 74’ | Marcatori |  |

| Mumbai 8 ottobre 2023, ore 16:30 UTC+5:30 3ª giornata                                             | Mumbai City | 2 – 1 referto          | Kerala Blasters | Mumbai Football Arena |
| \| \| \| \| \| Jorge Pereyra Díaz 45+4’ Lalengmawia 66’ \| Marcatori \| 57’ Danish Farooq Bhat \| |             |                        |                 |                       |
|                                                                                                   |             |                        |                 |                       |
| Jorge Pereyra Díaz 45+4’ Lalengmawia 66’                                                          | Marcatori   | 57’ Danish Farooq Bhat |                 |                       |

| Arbitro: | Kundu H. |

|                        |           |                    |
| Danish Farooq Bhat 49’ | Marcatori | 12’ Néstor Albiach |

| Arbitro: | Nathan S. |

|                                          |           |                    |
| Dīmītrīs Diamantakos 67’ Adrián Luna 84’ | Marcatori | 15’ Diego Maurício |

| Arbitro: | Kumar A. |

|                            |           |                                            |
| Cleiton Silva 90+9’ (Rig.) | Marcatori | 32’ Daisuke Sakai 88’ Dīmītrīs Diamantakos |

| Kochi 25 novembre 2023, ore 15:30 UTC+5:30 7ª giornata | Kerala Blasters | 1 – 0 referto | Hyderabad | Jawaharlal Nehru Stadium |
| \| \| \| \| \| Miloš Drinčić 41’ \| Marcatori \| \|    |                 |               |           |                          |
|                                                        |                 |               |           |                          |
| Miloš Drinčić 41’                                      | Marcatori       |               |           |                          |

| Arbitro: | Purkayastha A. |

|                                                       |           |                                            |
| Dīmītrīs Diamantakos 11’ (Rig.), 59’ Kwame Peprah 38’ | Marcatori | 1’ Rahim Ali 13’ (Rig.), 24’ Jordan Murray |

| Arbitro: | Nathan S. |

|                      |           |  |
| Rowllin Borges 45+1’ | Marcatori |  |

| Arbitro: | Kumar Gupta R. |

|  |           |                                 |
|  | Marcatori | 50’ (Rig.) Dīmītrīs Diamantakos |

| Arbitro: | Kundu H. |

|                                             |           |  |
| Dīmītrīs Diamantakos 11’ Kwame Peprah 45+5’ | Marcatori |  |

| Arbitro: | Venkatesh R. |

|  |           |                         |
|  | Marcatori | 9’ Dīmītrīs Diamantakos |

| Arbitro: | Kumar A. |

|                    |           |  |
| Aakash Sangwan 60’ | Marcatori |  |

| Arbitro: | Banerjee P. |

|                                                                          |           |                                      |
| Daisuke Sakai 51’ Dīmītrīs Diamantakos 81’ (Rig.), 84’ Fedor Černych 88’ | Marcatori | 7’ Rowllin Borges 17’ Mohammad Yasir |

| Arbitro: | Kundu H. |

|                      |           |                          |
| Roy Krishna 53’, 57’ | Marcatori | 11’ Dīmītrīs Diamantakos |

| Arbitro: | Mohamed J. |

|                   |           |                                              |
| Miloš Drinčić 39’ | Marcatori | 11’ Wilmar Jordán Gil 88’ (Rig.) Luka Majcen |

| Arbitro: | Kundu H. |

|                                                   |           |                                                               |
| Vibin Mohanan 54’ Dīmītrīs Diamantakos 63’, 90+9’ | Marcatori | 4’, 60’ Armando Sadiku 68’ Deepak Tangri 90+7’ Jason Cummings |

| Arbitro: | Venkatesh R. |

|                    |           |  |
| Javi Hernández 89’ | Marcatori |  |

| Arbitro: | Venkatesh R. |

|                                           |           |                                                            |
| Fedor Černych 23’ Hijazi Maher 84’ (A.g.) | Marcatori | 45+5’ (Rig.), 71’ Saúl Crespo 82’, 87’ Naorem Mahesh Singh |

| Arbitro: | Kumar Gupta R. |

|                                    |           |  |
| Néstor Albiach 85’ Jithin MS 90+1’ | Marcatori |  |

| Arbitro: | Mondal P. |

|                    |           |                          |
| Javier Siverio 45’ | Marcatori | 23’ Dīmītrīs Diamantakos |

| Arbitro: | Nagvenkar T. |

|                 |           |                                                        |
| João Victor 89’ | Marcatori | 34’ Mohammed Aimen 51’ Daisuke Sakai 82’ Nihal Sudeesh |

#### Andamento in campionato
| Giornata  | 1 | 2 | 3 | 4 | 5 | 6 | 7 | 8 | 9 | 10 | 11 | 12 | 13 | 14 | 15 | 16 | 17 | 18 | 19 | 20 | 21 | 22 |
| --------- | - | - | - | - | - | - | - | - | - | -- | -- | -- | -- | -- | -- | -- | -- | -- | -- | -- | -- | -- |
| Luogo     | C | C | T | C | C | T | C | C | T | T  | C  | T  | T  | C  | T  | C  | C  | T  | C  | T  | T  | T  |
| Risultato | V | V | P | N | V | V | V | N | P | V  | V  | V  | P  | V  | P  | P  | P  | P  | P  | P  | N  | V  |
| Posizione | 4 | 3 | 4 | 5 | 4 | 4 | 3 | 4 | 4 | 4  | 2  | 2  | 3  | 3  | 4  | 5  | 5  | 5  | 5  | 5  | 5  | 5  |

Legenda:

Luogo: C = Casa; T = Trasferta. Risultato: V = Vittoria; N = Pareggio; P = Sconfitta.

#### Qualificazione
| Arbitro: | Kundu H. |

|                                            |           |                   |
| Diego Maurício 87’ Isak Vanlalruatfela 98’ | Marcatori | 67’ Fedor Černych |

### Super Cup
| Bhubaneswar 10 gennaio 2024, ore 09:30 UTC+5:30 1ª giornata                                         | Kerala Blasters | 3 – 1 referto            | Shillong Lajong | Kalinga Stadium (150 spett.) |
| \| \| \| \| \| Kwame Peprah 15’, 27’ Mohammed Aimen 46’ \| Marcatori \| 30’ (Rig.) Renan Paulino \| |                 |                          |                 |                              |
| |                 |                          |                 |                              |
| Kwame Peprah 15’, 27’ Mohammed Aimen 46’                                                            | Marcatori       | 30’ (Rig.) Renan Paulino |                 |                              |

| Bhubaneswar 20 gennaio 2024, ore 15:00 UTC+5:30 2ª giornata                                                                    | Kerala Blasters | 2 – 3 referto                                    | Jamshedpur | Kalinga Stadium (500 spett.) |
| \| \| \| \| \| Dīmītrīs Diamantakos 29’ (Rig.), 62’ (Rig.) \| Marcatori \| 33’, 57’ Daniel Chima 69’ (Rig.) Jérémy Manzorro \| |                 |                                                  |            |                              |
| |                 |                                                  |            |                              |
| Dīmītrīs Diamantakos 29’ (Rig.), 62’ (Rig.)                                                                                    | Marcatori       | 33’, 57’ Daniel Chima 69’ (Rig.) Jérémy Manzorro |            |                              |

| Bhubaneswar 20 gennaio 2024, ore 15:00 UTC+5:30 3ª giornata                                                                          | Kerala Blasters | 1 – 4 referto                                                             | NorthEast Utd | Kalinga Stadium |
| \| \| \| \| \| Dīmītrīs Diamantakos 70’ \| Marcatori \| 2’ Parthib Gogoi 68’ Mohammed Ali Bemammer 75’ Redeem Tlang 79’ Jithin MS \| |                 |                                                                           |               |                 |
| |                 |                                                                           |               |                 |
| Dīmītrīs Diamantakos 70’ | Marcatori       | 2’ Parthib Gogoi 68’ Mohammed Ali Bemammer 75’ Redeem Tlang 79’ Jithin MS |               |                 |

#### Andamento nel girone
| Giornata  | 1 | 2 | 3 |  |
| --------- | - | - | - |  |
| Luogo     | C | C | C |  |
| Risultato | V | P | P |  |
| Posizione | 1 | 2 | 3 |  |

Legenda:

Luogo: C = Casa; T = Trasferta. Risultato: V = Vittoria; N = Pareggio; P = Sconfitta.

### Durand Cup
| Calcutta 18 agosto 2023, ore 15:30 UTC+5:30 1ª giornata                                                        | Bengaluru | 2 – 2 referto                           | Kerala Blasters | Salt Lake Stadium |
| \| \| \| \| \| Edmund Lalrindika 38’ Ashish Jha 52’ \| Marcatori \| 14’ Emmanuel Justine 84’ Mohammed Aimen \| |           |                                         |                 |                   |
| |           |                                         |                 |                   |
| Edmund Lalrindika 38’ Ashish Jha 52’                                                                           | Marcatori | 14’ Emmanuel Justine 84’ Mohammed Aimen |                 |                   |

| Calcutta 13 agosto 2023, ore 11:00 UTC+5:30 2ª giornata | Kerala Blasters | 3 – 4 referto                                                               | Gokulam Kerala | Salt Lake Stadium |
| \| \| \| \| \| Emmanuel Justine 35’ Prabir Das 53’ Adrián Luna 77’ \| Marcatori \| 17’ Aminou Bouba 43’ Sreekuttan VS 45+2’ (A.g.) Naocha Singh 47’ Abhijith K \| |                 |                                                                             |                |                   |
| |                 |                                                                             |                |                   |
| Emmanuel Justine 35’ Prabir Das 53’ Adrián Luna 77’ | Marcatori       | 17’ Aminou Bouba 43’ Sreekuttan VS 45+2’ (A.g.) Naocha Singh 47’ Abhijith K |                |                   |

| Calcutta 21 agosto 2023, ore 11:30 UTC+5:30 3ª giornata                                                    | Kerala Blasters | 5 – 0 referto | Indian Air Force | Salt Lake Stadium |
| \| \| \| \| \| Mohammed Aimen 9’ Bidyashagar Singh 12’, 62’, 82’ Danish Farooq Bhat 57’ \| Marcatori \| \| |                 |               |                  |                   |
| |                 |               |                  |                   |
| Mohammed Aimen 9’ Bidyashagar Singh 12’, 62’, 82’ Danish Farooq Bhat 57’                                   | Marcatori       |               |                  |                   |

#### Andamento nel girone
| Giornata  | 1 | 2 | 3 |  |
| --------- | - | - | - |  |
| Luogo     | T | C | C |  |
| Risultato | N | P | V |  |
| Posizione | 3 | 3 |   |  |

Legenda:

Luogo: C = Casa; T = Trasferta. Risultato: V = Vittoria; N = Pareggio; P = Sconfitta.